# Pibal
Le pibal est un vélo dessiné par Philippe Starck et développé par Peugeot à partir de 2013. Le projet est lancé en partenariat avec la ville de Bordeaux qui souhaite utiliser les vélos dans le cadre de ses prêts longue durée. La particularité du vélo est de disposer d'un plateau central qui permet de l'utiliser comme trottinette.
Le projet est officiellement abandonné en 2019.

## Historique
Le 19 février 2013, Alain Juppé, maire de Bordeaux, et Philippe Starck présentent le prototype de ce vélo, dont 300 exemplaires sont destinés à rejoindre le parc de véhicules proposés par la ville sous la forme de prêts longue durée. D'abord annoncée pour début 2014, la livraison sera retardée pour corriger quelques soucis dans les modèles livrés aux premiers testeurs. Les premiers exemplaires sont finalement proposés au prêt à partir de juin 2014.
En 2015, des problèmes de soudure sur plusieurs exemplaires conduisent la mairie à rappeler les exemplaires qui avaient été mis en prêt (environ 300). Au total la ville a investi 243 600 euros dans la fabrication du vélo.
En avril 2019, le projet est définitivement abandonné dans le cadre d'un protocole transactionnel entre Peugeot et la ville de Bordeaux.